# Missionnaires de la Sainte-Famille
 (janvier 2023).
Si vous disposez d'ouvrages ou d'articles de référence ou si vous connaissez des sites web de qualité traitant du thème abordé ici, merci de compléter l'article en donnant les références utiles à sa vérifiabilité et en les liant à la section « Notes et références ».
Ne doit pas être confondu avec Fils de la Sainte-Famille.
Les Missionnaires de la Sainte-Famille forment une congrégation religieuse fondée en 1895 par l'abbé Jean-Baptiste Berthier (1840-1908) originaire de Châtonnay, dans le Dauphiné, prédicateur et écrivain. Aujourd'hui au XXIe siècle, les vocations françaises et francophones sont taries. La Pologne est désormais le terreau principal des vocations européennes.

## Historique
L'abbé Berthier, missionnaire de la Salette, songe à regrouper des vocations pour permettre à ceux qui veulent devenir prêtres, mais qui sont dans l'impossibilité de le faire à cause de leur âge trop avancé ou à cause de manque de moyen économique, de pouvoir suivre leur appel. Les supérieurs de la Salette refusent l'ouverture d'un séminaire pour vocations tardives. l'abbé Berthier forme alors une congrégation placée sous le patronage de la Sainte Famille et Léon XIII lui donne comme protecteur le cardinal Langénieux, archevêque de Reims qui approuve les constitutions de la future congrégation en 1895. Mais l'hostilité du gouvernement de la Troisième République est à son comble contre les congrégations qui sont expulsées de France. L'abbé Berthier ouvre donc sa première école apostolique pour vocations tardives à Grave en Hollande. L'évêque local approuve la congrégation le 28 septembre 1895 et les premières vocations sont ordonnées en 1905. Elle reçoit du Saint-Siège le Decretum laudis en 1911 et ses constitutions sont définitivement approuvées vingt ans plus tard.
Le supérieur général depuis 2007 est le P. Edmund Michalski (réélu en 2013), originaire de Pologne, assisté d'un vicaire général, le P. Agostinus Purnama. La maison généralice est à Rome.

## Aujourd'hui
Ils sont présents dans 23 pays, dont l'Amazonie au Brésil, le Texas, Bornéo (Kalimantan) et Java, la Papouasie-Nouvelle-Guinée, l'Argentine et le Chili, Madagascar. En Europe, ils ont ouvert une mission dans le nord de la Norvège, une autre en Biélorussie et une en Ukraine. Ils ont cinq maisons en Allemagne et une en Autriche et vingt-et-une maisons en Pologne où ils sont présents depuis 1921. Leur objectif est triple :
- être présence d'Église auprès de « ceux qui sont loin »
- proposer les valeurs de l'Évangile aux familles.
- multiplier les vocations religieuses et missionnaires

Selon l'Annuaire pontifical de 2007, les religieux étaient au nombre de 924 (dont 600 prêtres) répartis dans 77 maisons.